# 欲擒姑縦
欲擒姑縦（よくきんこしょう、擒（とら）える事を欲するならまず逃がせ。）は兵法三十六計の第十六計にあたる戦術。
欲擒故縦とも書く。「姑」は「姑且（こしょ、暫時の意）」を由来とし、「故」は「故意」を由来とする。どちらも正しい表記である。
もし敵と十分な戦力差が無いならば、窮鼠猫を噛む事態を避けねばならないので、敵をわざと逃がして気が弛んだところを捕えるのが良い。追いすぎれば敵は踏みとどまって必死に反撃するが、逃げ道を与えてやればそちらに向かって逃げようとする。敵を追い詰めてはならない。敵の闘志を殺ぎ、力を失わせてからであれば容易くこれを捕えることができる。『孫子』ではこれを「窮寇は追うなかれ」と表現しているのがこの事に当たる。
「姑縦」とは、敵を自由にして以後あずかり知らないという趣旨ではなく、敵の動きを捕捉しつつも急迫しないという意味である。『三国志』において蜀の軍師である諸葛亮は雲南征伐の際に南蛮王孟獲を捕えては逃がすことを繰り返しながら進軍し、七度目に逃がされたときについには孟獲も諸葛亮に心服した（七縦七擒の故事）。これは孟獲を容易く破ってみせることで武威を現し、解放してみせることで寛容性を示して南蛮一帯の諸族を一気に心服させたものであり、兵法ではない。
軍事的には、そもそも諸葛亮には、孟獲を追跡して占領地を拡大する目的があった。すなわち、分散している敵を集合させて包囲殲滅を狙ったり、あるいは逆に敵を分散させて戦闘単位を細分して各個撃破を狙ったり、もしくは本拠地を特定しようとする目的があってはじめて「姑縦」するのであって、原則としては捕虜を意味も無く再び放ってはならない。
呉の楚侵攻で、呉軍が楚軍を破り清発川に追い詰めたところで、呉の孫武は追撃の手を緩めさせた。「今追い詰めれば敵は死狂者となって戦う。しかし半分が川を渡るまで待てば、その半数は戦えず、残りの半数もなんとか逃げようとして戦わない」と見てのことであり、そのとおりに呉軍は大勝した。